# Jean-Claude Caër
Pour les articles homonymes, voir Caër.
 (juillet 2020).
Si vous disposez d'ouvrages ou d'articles de référence ou si vous connaissez des sites web de qualité traitant du thème abordé ici, merci de compléter l'article en donnant les références utiles à sa vérifiabilité et en les liant à la section « Notes et références ».
Jean-Claude Caër, né le 9 mars 1952 à Plounévez-Lochrist, est un poète français. Il fut longtemps correcteur au Journal officiel. Il est membre du comité littéraire de la revue électronique de littérature Secousse.
Selon François Boddaert, « poète du voyage et de la flânerie mais toujours près des hommes et de leur vie, Caër, quoiqu'enraciné dans sa Bretagne natale, est une manière d'observateur pérégrinant. »

## Publications
- Sous l'œil enveloppant de l'aigle, Éditions Obsidiane, 1985.
- La Triste Sévérité, Éditions Obsidiane, 1994.
- Sépulture du souffle, Éditions Obsidiane, 2005[1]. Prix du Petit Gaillon.
- En route pour Haida Gwaii, Éditions Obsidiane, 2011[2].
- Alaska, Editions Le Bruit du Temps, 2016[3].
- Devant la mer d'Okhotsk, Editions Le Bruit du Temps, 2018[4].
- Sur la voie abrupte, Editions Le Bruit du Temps, 2023.

Traduction
- Les Chants de Nezahualcoyotl, avec Pascal Coumes, préface de Le Clézio, Éditions Obsidiane, 1985
- Sur cette terre, à nous prêtée... Nezahualcoyotl, Les Chants de Nezahualcoyotl, roi de Texcoco, Editions Arfuyen, 2009 (réédition)

## Pour approfondir